# Jiljí Hůlek
Jiljí Hůlek (ur. 1 stycznia 1894 w Hořičkach, zm. 20 kwietnia 1975 w Senohrabach) – czeski duchowny rzymskokatolicki, pedagog, dziennikarz i publicysta.

## Życiorys
Urodził się 1 stycznia 1894 w Hořičkach. 2 czerwca 1917 został w Hradcu Králové wyświęcony na kapłana. Potem służył jako kapelan w Úpici, w 1918 roku został mianowany kooperatorem w gminie Dobré, od 1920 roku był kapelanem w Novych Hradach i później w Hradcu Králové. W 1925 roku wraz z proboszczem Stejskalem był głównym inicjatorem zakupu nowych dzwonów kościelnych do Kościoła Świętego Ducha w Hořičkach. 7 lipca 1928 przemówił na zjazdu rodaków i przyjaciół Hořiček. Od 1937 roku pełnił funkcję dyrektora Instytutu Głuchoniemych w Hradcu Králové. Do tego czasu tutaj pracował od 1926 roku jako nauczyciel. Ponadto był również powiatowym oraz żupnym kształcicielem w organizacji sportowej Orel. Zmarł 20 kwietnia 1975 w Senohrabach.

## Twórczość
Jest autorem licznych kazań i wielu artykułów prasowych. Dożywotnie służył głuchoniemym i szerzył książki oraz podręczniki, których wydanie wspierał finansowo („Prvouka“). Również prowadził wykłady w różnych organizacjach katolickich (25 lutego 1926 „Nejlepší ozdoba křesťanské ženy” dla stowarzyszenia Anežka). Był popularny dla swojego wesołego oraz filantropicznego charakteru.